# Théorème des quatre sommets

Une ellipse (en rouge) et sa développée (en bleu), montrant les 4 sommets annulant k', chacun d'eux correspondant à un point de rebroussement de la développée.

Le théorème des quatre sommets constitue un résultat remarquable de géométrie différentielle quant aux propriétés globales des courbes planes fermées.

## Énoncé dans le cas le plus simple
Soit γ une courbe fermée convexe, paramétrée par sa longueur s. Soit k(s) la courbure calculée au point γ(s). Alors il existe au moins quatre valeurs du paramètre s en lesquelles la dérivée de k s'annule, correspondant à des sommets de la courbe.
La signification géométrique de ce résultat est que soit la courbure est constante, soit elle possède au moins quatre extrema locaux.

## Cas général

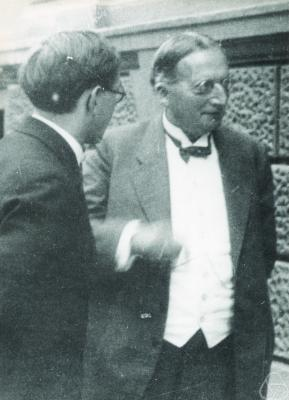
Adolf Kneser a démontré le cas général en 1912.

Le théorème des quatre sommets a d'abord été démontré pour les courbes convexes (c'est-à-dire à courbure strictement positive) en 1909 par Syamadas Mukhopadhyaya (en). Sa preuve utilise le fait qu'un point de la courbe est un extremum local de la fonction courbure si et seulement si en ce point, le cercle osculateur possède un contact d'ordre 4 avec la courbe (en un point ordinaire, le contact est seulement d'ordre 3). Le théorème des quatre sommets a été démontré dans le cas général par Adolf Kneser en 1912, par un argument de géométrie projective.

## Réciproque
La réciproque du théorème des quatre sommets énonce que si une application continue d'un cercle dans R possède deux maxima locaux et deux minima locaux, alors cette application est la courbure d'une courbe simple et fermée du plan. Cette réciproque a été prouvée pour des fonctions strictement positives en 1971 par Herman Gluck, en tant que cas particulier d'un théorème plus général sur l'existence d'une hypersurface, paramétrée par une hypersphère, à courbure prescrite.  La réciproque a été finalement démontrée dans le cas général par Björn Dahlberg (de) peu de temps avant sa mort en janvier 1998 et publiée à titre posthume. La preuve de Dahlberg utilise principalement l'indice, argument qui rappelle celui de la démonstration homotopique du théorème de d'Alembert-Gauss.